# Ierse dans
Ierse dans is een groep traditionele dansvormen met haar oorsprong in Ierland, die grofweg verdeeld kan worden in sociale dansen en show- of wedstrijddansen. De sociale dansen kunnen verder verdeeld worden in Set dancing en Céilí dance. Ierse setdansen zijn zogenaamde quadrilles, die uitgevoerd worden in een vierkant door vier koppels. Céilídansen daarentegen kunnen worden uitgevoerd door wisselende formaties, variërende in grootte van 2 tot 16 personen. Daarnaast zijn er duidelijke verschillen in dansstijl tussen deze twee. De sociale dansen zijn in Ierland een levende traditie. Een bepaalde dans kan daardoor regionale variaties hebben. Ook worden er nog steeds nieuwe dansen ontworpen.
Ierse showdans wordt traditioneel aangeduid als tapdance. Ierse stepdance, populair geworden in 1994 dankzij de wereldberoemde show "Riverdance", is bekend om de snelle beenbewegingen waarbij het bovenlichaam en de armen nagenoeg stil gehouden worden.
De meeste wedstrijd-stepdances zijn solodansen, maar veel stepdansers gebruiken ook céilí dances voor hun optredens en wedstrijden. De solostepdans kan over het algemeen gekarakteriseerd worden door een gecontroleerd maar niet stijf bovenlichaam, gestrekte armen en snelle, precieze voetbewegingen. Deze dansen kunnen zowel met een "harde schoen" als met een "zachte schoen" uitgevoerd worden.
De danstradities van Ierland hebben zich waarschijnlijk ontwikkeld in een nauwe samenwerking met de Ierse traditionele muziek. Daterend uit het voor-Christelijke Ierland is het later beïnvloed door dansvormen van het vasteland van Europa, met name de Quadrille. Tot het begin van de 19e eeuw gaven reizende dansmeesters hun lessen overal in Ierland.

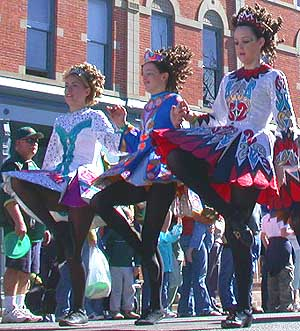
Ierse dansers op de St. Patrick's Day parade in Fort Collins, Colorado

## Sean-nós dancing wereldwijd
Veel Ierse culturele tradities werden wereldwijd verspreid door Ierse emigranten. Men veronderstelt dat Sean-nós dancing haar invloed heeft gehad op diverse andere vormen van solodansen, vooral in gebieden met een sterke Ierse gemeenschap. Tegenwoordig is Sean-nós dance in de Verenigde Staten en Canada met name iets dat gezien kan worden op folkloristische festivals, hoewel het langzaam verder verspreid wordt door middel van workshops en cursussen.

## Old-Style stepdancing
Old-style stepdancing (een traditie verwant aan, maar duidelijk verschillend van, Sean-nós dance) ontwikkelde zich in de late 18e en vroege 19e eeuw vanuit de dansen van de reizende dansmeesters. De dansmeesters formaliseerden en transformeerden in een langzaam tempo zowel de solo- als de gezelschapsdansen. Moderne beoefenaren van de Old-style stepdancingstijl kunnen de afkomst van hun passen direct terugvoeren op 18e-eeuwse dansers.
De Ierse dansmeesters verfijnden en codificeerden de inheemse Ierse danstradities. Er ontstonden regels voor de juiste plaatsing van het bovenlichaam, armen en voeten. Ook werd voorgeschreven dat de dansers een pas twee keer uit moesten voeren: eerst met de rechtervoet en daarna met de linkervoet. Old-style stepdansers dansen met hun armen losjes aan hun zijde (in tegenstelling tot Ierse stepdance waarbij met de armen stijf langs het lichaam worden gehouden). Ze dansen in een beperkte ruimte. Er is een nadruk op het maken van tikkend geluid met de tenen.
De Ierse dansmeesters van die tijd maakten ook specifieke choreografieën en stappen voor specifieke nummers in de traditionele muziek. Op die manier ontstonden de solosetdansen "Blackbird", "St. Patrick's Day" en de "Job of Journey Work", die ook in het moderne Ierse stepdancing nog voorkomen. In deze context is de "setdans" echter een andere traditie dan de socialedanstraditie Set dancing.

## IerseCéilí dances

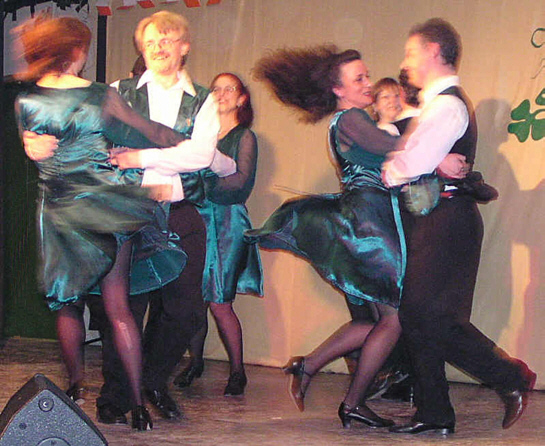
Shramore Set, gedanst door "Cumann Céilí Vín"

Ierse gezelschapsdansen, of Céilí dance variëren sterk in Ierland en de wereld. Een céilí kan uitgevoerd worden door slechts twee personen, maar ook door zestien personen. Zij kunnen uitgevoerd worden door een min of meer ongelimiteerd aantal koppels in lange rijen of grote cirkels (zoals bij "The Walls of Limerick", "The Waves of Tory", of "Bonfire Dance"). Céilíthe zijn vaak snel en complex. Bij sociale gelegenheden kan een céilí dance worden "vergekondigd", waarbij de komende passen aangekondigd worden ten behoeve van de onervaren of minder ervaren dansers.
De term céilí dance werd uitgevonden in de late 19e eeuw door de Gaelic League. Céilí als een zelfstandig naamwoord verschilt van het bijvoeglijk naamwoord céilí. Een céilí is een gezellig samenzijn met Ierse muziek en dans. Céilídans is een specifieke vorm van Ierse dans. Sommige céilithe (meervoud van céilí) zullen alleen céilídansen hebben, zullen sommigen beschikken alleen over set dancing, en sommigen zullen een mix zijn.

## Ierse stepdance

### Wortels van Ierse stepdance
Stepdancing in zijn huidige vorm is een directe nazaat van old-style stepdancing. Er zijn verschillende vormen van stepdance in Ierland (inclusief Sean-nós dance en Old-Style stepdancing). De bekendste is de Munster-stijl (ook wel Zuidelijke stijl), die is geformaliseerd door An Coimisiún le Rincí Gaelacha (ACRG, de Ierse Danscommissie).
Ierse stepdance wordt voornamelijk beoefend tijdens wedstrijden, openbare optredens en andere formele gelegenheden.

### Dansen

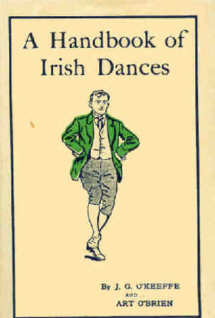

Ierse solostepdansen zijn te onderscheiden in twee brede categorieën, gebaseerd op de gedragen schoenen: "hardeschoendansen" en "zachteschoendansen"
Zachteschoendansen omvatten onder meer de reel, slip jig, light jig en single jig. Reels hebben een 4/4 (soms 2/4 of 2/2) maatsoort. Slip jigs hebben een 9/8 maat. De light en de single jig hebben beide een 6/8 maat, maar met een verschillend accent in de onderscheidende maat in de muziek.
Hardeschoendansen omvatten onder meer de hornpipe in 2/4 maat, de harde jig (ook wel de treble jig of drievoudige jig genoemd) in een langzame 6/8 maat, the treble reel en traditionele setdansen. Deze traditionele setdansen is een groep van 36 verschillende dansen met specifieke setdance-muziek en passen. Veel van deze sets hebben een onregelmatige muzikale frasering. Daarnaast zijn er ook een aantal niet-traditionele sets voor de gevorderde dansers. Deze hebben wel setdance-muziek maar geen passen.
De céilídansen die gebruikt worden bij wedstrijden zijn nauwkeuriger versies dan degenen die in een minder formele setting gedanst worden. Er is een lijst van 32 céilídansen die door Ár Rincidhe Fóirne van de commissie zijn gestandaardiseerd en uitgegeven zijn als voorbeelden van typisch Ierse volksdansen. Dit zijn de zogenaamde "boekdansen" die gebruikt worden door wedstrijd-stepdansers. Bij de meeste wedstrijden wordt om redenen van tijd slechts een klein deel van een dans uitgevoerd.

### Schoenen

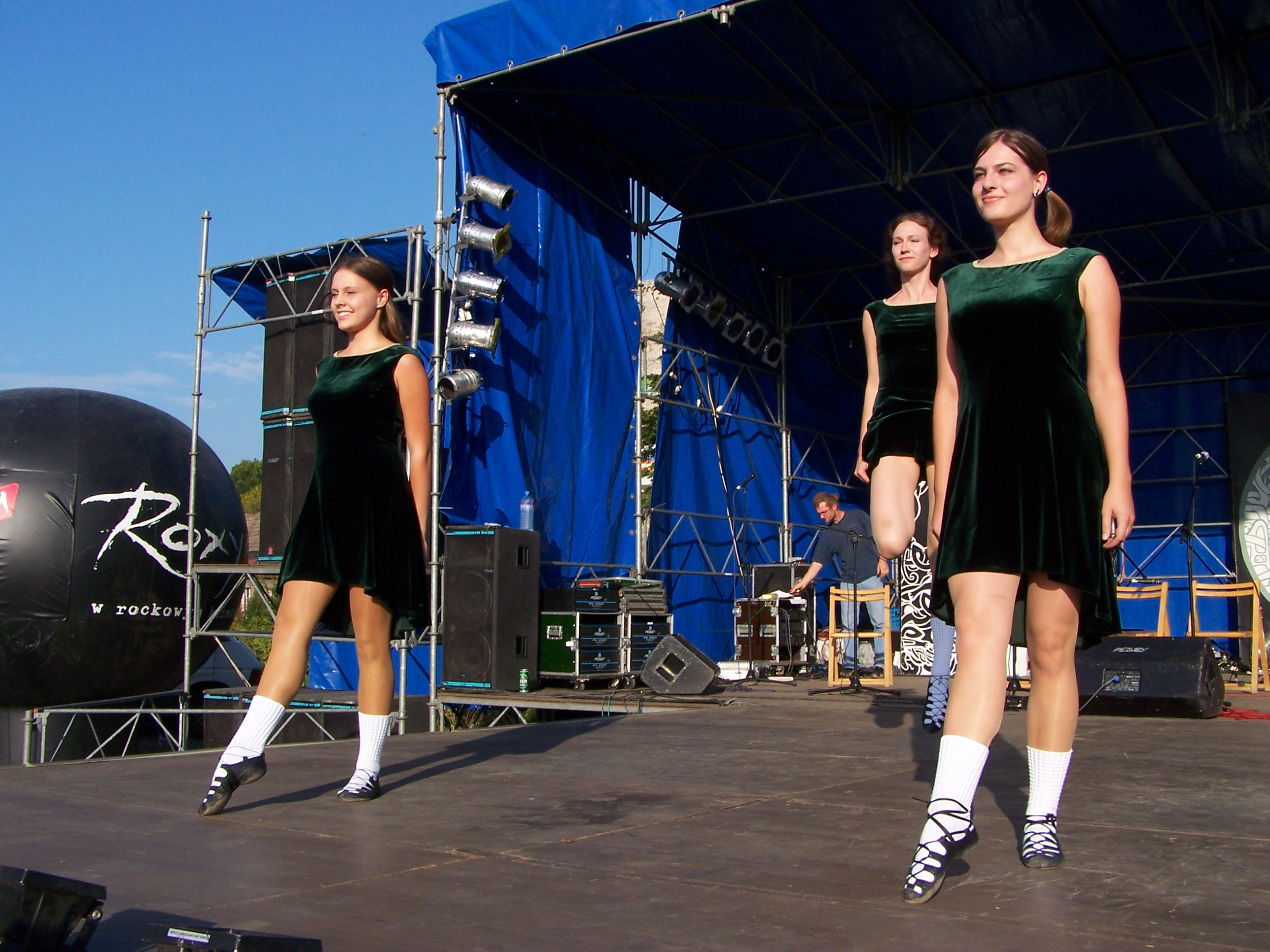
Ierse stepdans. Let op de "ghillies"!

Voor stepdance worden twee soorten schoenen gebruikt: harde schoenen en zachte schoenen. 

De harde schoenen lijken sterk op tapdansschoenen, zij het dat de punten en hakken niet van metaal maar van fiberglas. Ook zijn de schoenen veel omvangrijker. De harde schoenen werden in de 19e en het begin van de 20e eeuw gemaakt van hout. De eerste harde schoenen hadden houten of leren punten, beslagen met kopspijkers. Later werden de punten en hakken vervangen door harde hars of (later) fiberglas om het gewicht te verminderen en het geluid te vermeerderen.
Zachte schoenen, vaak "ghillies" (en soms "pumps") genoemd, lijken meer op balletschoenen, maar zijn gemaakt van zwart leer met een leren zool en een flexibele bovenzijde. Zij hebben veters van de teen tot de enkel en maken feitelijk geen geluid bij het raken van de dansvloer. Zij worden door vrouwelijke dansers gebruikt. De tweede soort zachte schoen wordt gedragen door mannelijke dansers. Zij worden "reel shoes" genoemd en lijken op jazzschoenen in zwart leer met fiberglas hielen. De fiberglas hielen kunnen gebruikt worden voor het klikken van de hielen, wat echter wel een andere choreografie vergt dan die van de vrouwelijke dansers.

### Kleding
Bij openbare voorstellingen dragen de dansers kleding die past bij de show die ze geven. Deze kleding is vaak een erg creatieve interpretatie van traditionele Ierse kledingstijlen. Tijdens wedstrijden zijn er verschillende regels en tradities die bepalen wat voor kleding er gedragen wordt.
Juryleden bij wedstrijden beoordelen de dansers in eerste instantie op de uitvoering van hun dans, maar houden ook rekening met de presentatie. Op ieder wedstrijdniveau moeten de dansers hetzij een harde schoen, hetzij een zachte schoen dragen met daarbij witte sokken of panty's. In officiële scholen krullen vrouwelijke dansers hun haar of dragen haarstukjes met krullen. De haarstukjes worden tegenwoordig het meest toegepast. Bij de meer festivalgerichte scholen wordt het haar vaak stijl en los gedragen.
Mannen en vrouwen dragen heel verschillende kleding. Vrouwelijke dansers dragen gesteven, geplooide jurken met borduurwerk. Mannelijke dansers droegen voorheen colbertjes en kilts. Tegenwoordig draagt men doorgaans een gewone zwarte broek met een kleurig overhemd en zwarte stropdas.
De wedstrijdkleding is belangrijk veranderd sinds het ontstaan van de wedstrijden. Enige generaties terug was de kleding "op z'n Zondags". In de jaren tachtig werd geborduurd fluweel populair. andere populaire materialen werden gabardine en wol. Tegenwoordig worden tal van materialen gebruikt zoals bijvoorbeeld kant, lovertjes en zijde. De door An Coimisiún le Rincí Gaelacha voorgeschreven jurken hebben een gesteven rok, geplooid in panelen en versterkt met baleinen. Voor festivals worden eenvoudiger ontwerpen gebruikt van vloeiender en ongesteven materialen.

### Algemene informatie
- Diochra.com: Discover Irish dance!
- Beginners Guide to Irish Dancing
- The History of Irish Dance
- Set Dance

### Organisatie
- An Coimisiún le Rincí Gaelacha / The Irish Dancing Commission
- An Comhdháil Múinteora Rinnce Gaelacha/ Congress of Irish Dance Teachers
- Cumann Rince Dea Mheasa / Organisation of Goodwill and Excellence in Irish Dancing
- World Irish Dance Association (WIDA)
- Comhaltas Ceoltóirí Eireann
- Cumann Rince Naisiunta (CRN)

## Verder lezen
allen in de Engelse taal
- Caoimhe Mullen: "Best Irish Dancer Ever" and from Skerries.
- Helen Brennan: The Story of Irish Dancing, Mount Eagle Publications Ltd., 1999
- John Cullinane: Aspects of the History of Irish Céilí Dancing, The Central Remedial Clinic, Clontarf, Dublin 3,(1998)
- An Coimisiún le Rincí Gaelacha: Ár Rincí Fóirne-Thirty Popular Céilí Dances, Westside Press (2003)
- J. G. O' Keeffe, Art O' Brien: A Handbook of Irish Dances, 1. Edition, O'Donoghue & Co., (1902)
- Pat Murphy: Toss the Feathers - Irish Set Dancing, Mercier Press, 1995
- Pat Murphy: The Flowing Tide - More Irish Set Dancing, Mercier Press, 2000
- An Coimisiún le Rincí Gaelacha